# Polonia (Nationalallegorie)

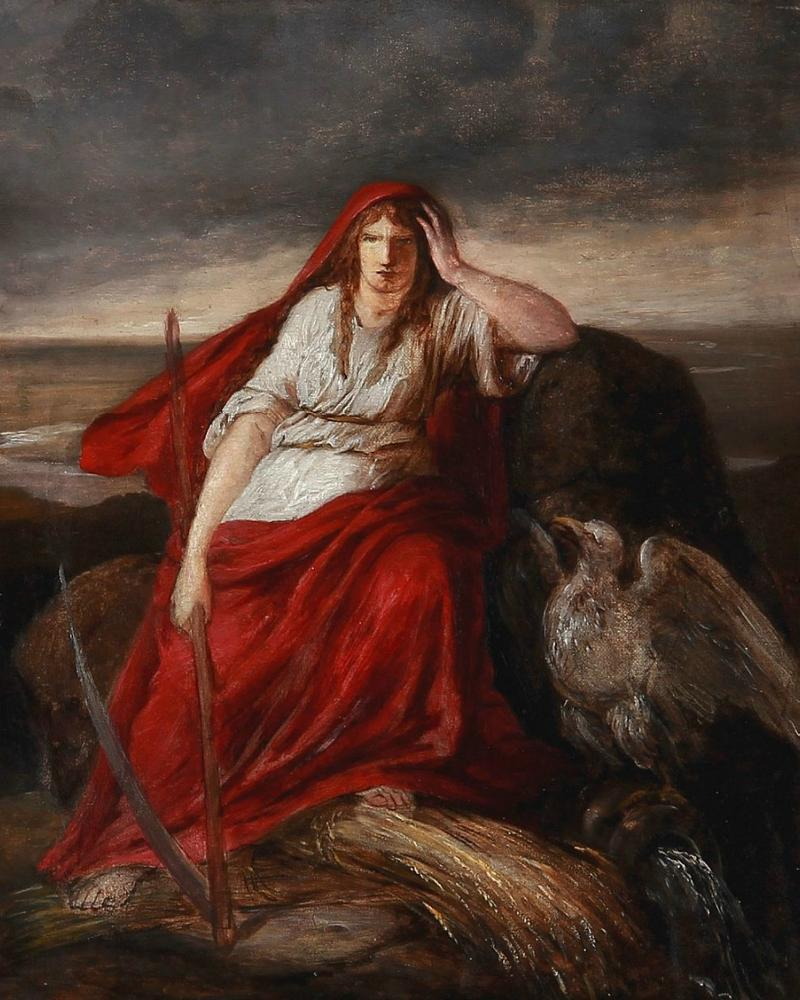
Die „Mutter Polen“, Vorstudie aus dem Jahr 1857 von Elisabeth Jerichau-Baumann

Polonia ist die latinisierte Namensform Polens und die weibliche Symbolgestalt des Landes. Als Identität stiftende Figur fand sie vor allem während Krisenzeiten Verwendung. Sie ist als personifizierte Allegorie eng mit der religiösen Vorstellung von der Jungfrau Maria verbunden.

## Entstehung

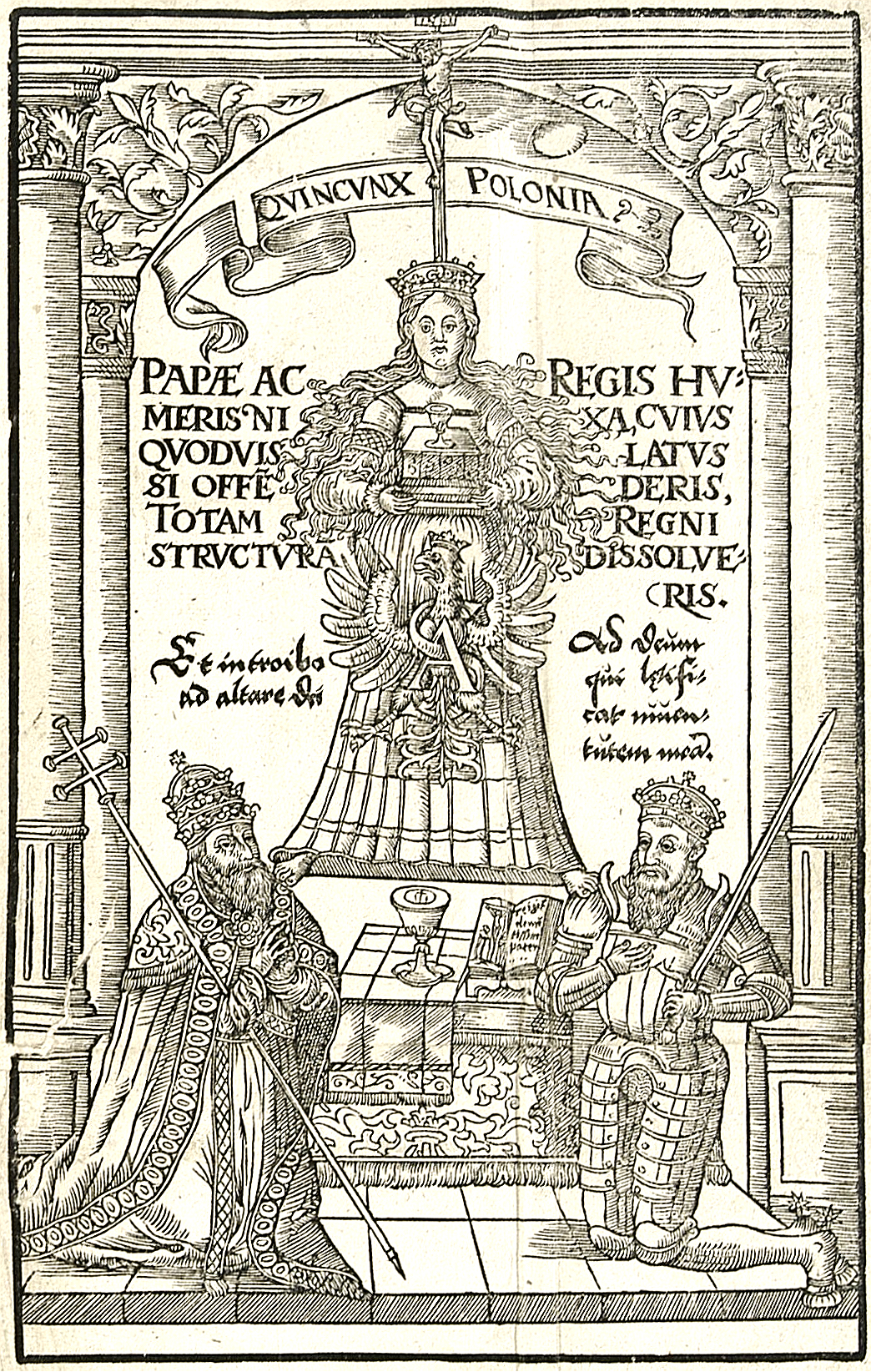
Allegorie der politischen Ordnung Polens mit Papst, König und Polonia

Die symbolische Darstellung eines Landes als Frau hat eine lange Tradition und besitzt in Standbildern der Pallas Athene  vermutlich erste Zeugnisse. In der römischen Antike gingen die Attribute der Athener Schutzpatronin auf römische Entsprechungen über. Es sind dies die Göttinnen Minerva, als eine der drei höchsten Gottheiten in spiritueller Hinsicht und Roma, als Verkörperung der Stadt Rom bzw. des römischen Staats.
Diese Aufteilung der Zuständigkeit für die jenseitige und diesseitige Welt findet sich später im 17. Jahrhundert in der gleichermaßen engen Verbindung zwischen der Gottesmutter Maria und der Polonia wieder.
Im Loblied „Gaude Mater, Polonia“ (lateinisch Freue dich, Mutter Polen) aus dem 13. Jahrhundert wird die Polonia zum ersten Mal als Person angesprochen. Textlich geht der Hymnus auf ein gereimtes Brevier zurück, das von Vincent von Kielcza (polnisch Wincenty z Kielczy, ca. 1200 – nach 1262) geschrieben wurde. Melodisch beruht es auf Thomas von Aquins gregorianischen Choral „O Salutaris Hostia“, der heute eher unter dem Namen Gaudeamus igitur als Studentenlied bekannt ist.
Nach dem ersten Vortrag während der Feierlichkeiten bei der Heiligsprechung des polnischen Nationalheiligen Stanislaus von Krakau (bzw. von Szczepanów; polnisch Stanisław ze Szczepanowa) gewann das Lied mehr und mehr an Beliebtheit und wurde unter den Piasten sogar zur Königshymne erhoben, obwohl der Text den Primat der religiösen Autorität über die königliche Macht stellt. Die besondere Beziehung zwischen Vaterland, kirchlicher und weltlicher Macht zeigt das nebenstehende Frontispiz aus Stanisław Orzechowskis Werk „Quincunx Polonia“ von 1564. Die Hymne begleitet die polnische Überlieferung und Geschichte und wird bis heute als patriotisches Lied an vielen Hochschulen zur Eröffnung des akademischen Jahres sowie bei wichtigen nationalen Feiertagen gesungen.

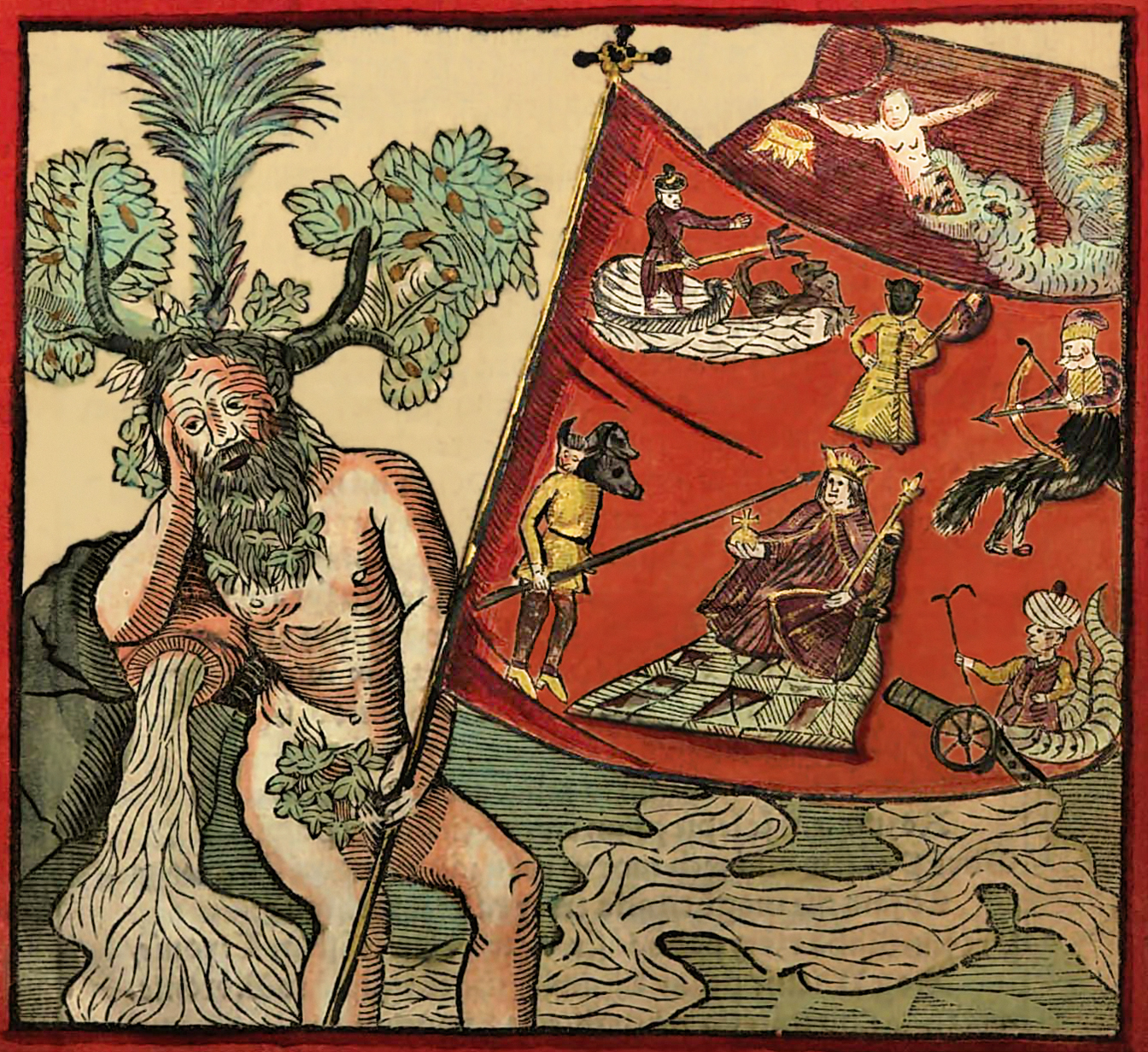
Die Fahne des Wandalin

In der ersten Hälfte des 17. Jahrhunderts kam es, besonders nach dem Konzil von Trient, zu einer beständig wachsenden Marienverehrung. Diese Entwicklung wurde von den italienischen Jesuiten ab 1656 offen gefördert und führte in vielen europäischen Ländern dazu, dass Maria zur Landespatronin erklärt wurde.
In Folge der siegreichen Verteidigung des Klosters Jasna Góra in Tschenstochau gegen die schwedischen Truppen (der Sieg wurde angesichts der Übermacht der Angreifer als ein Wunder der Schwarzen Madonna gedeutet), erklärte der polnische König Johann II. Kasimir 1656 im Dom von Lemberg die Muttergottes zur Regina Polonia (Königin der polnischen Krone). Die Bedeutung der säkularen und klerikalen Identifikationsfiguren überlagerten sich ähnlich wie es schon im Römischen Reich bei Roma und Minerva der Fall gewesen war.
Ein immer wiederkehrendes Bild der Polonia zeigt sie als Antemurale Christianitatis (Bollwerk der Christenheit; lateinisch „antemurale“ für „Vormauer“). Diesen Titel, der ein Teil des nationalen Selbstverständnisses wurde, erwarben die polnischen Katholiken in ihren Abwehrkämpfen gegen die russische Orthodoxie und den Islam.

1607 erschien das von Jan Jurkowski verfasste Epos „Chorągiew Wandalinowa“ (übersetzt Die Fahne des Wandalin). Es enthält einen Holzstich, der den Helden mit einer Fahne zeigt. Auf ihr ist Polonia abgebildet, die von ihren Gegnern bedroht wird: einem Schweden mit einem Dreizack, einem Moskowiter mit einer Streitaxt, einem tatarischen Bogenschützen und schließlich einem türkischen Kanonier.

## Künstlerische Rezeption

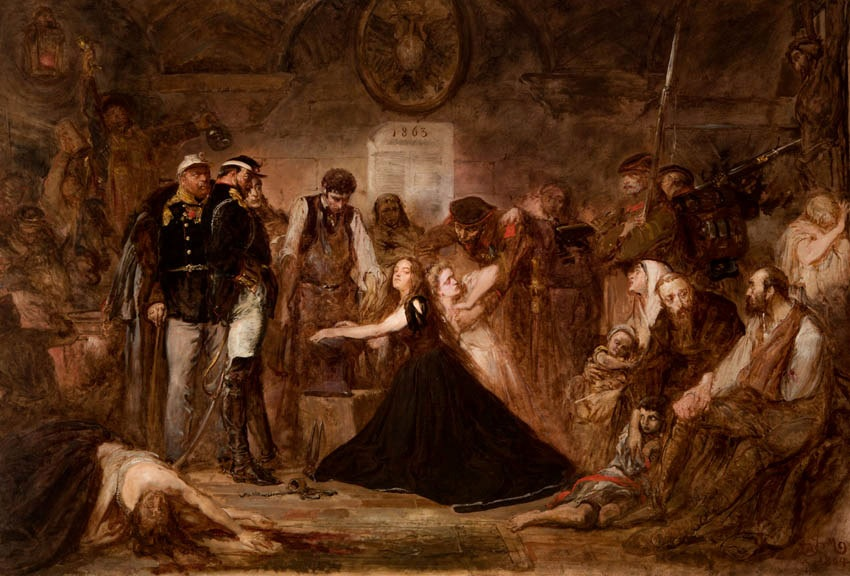
Russische Soldaten überwachen einen Schmied, der Polonia Fesseln anlegt

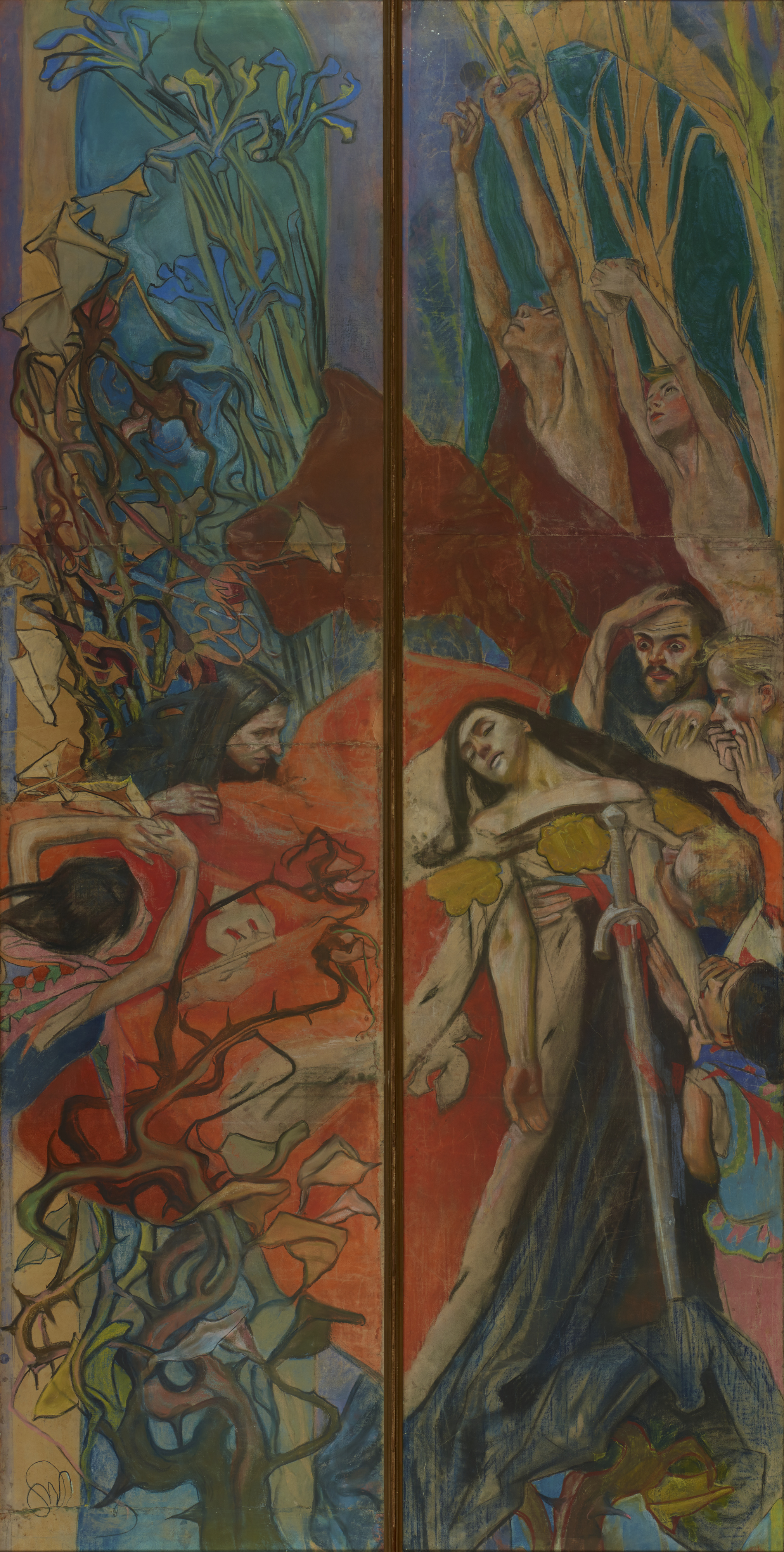
Die tote Polonia

Die Idee einer „Mutter Polen“ wurde neben der Musik auch von anderen Kunstbereichen aufgenommen, die hauptsächlich in den Zeiten der Teilung Polens zwischen 1772 und 1914 Verwendung gefunden hat. Im Jahr 1830 nahm Polens Nationaldichter Adam Mickiewicz in seinem Klagegedicht „Do matki Polki“ (übersetzt An die Mutter Polin) den Gedanken von der Mutter Vaterland erneut auf. Es stand damit im direkten Gegensatz zum „Gaude Mater, Polonia“. Dort heißt es: „Gaude, mater Polonia, / prole fecunda nobili“ (lateinisch Freue dich, Mutter Polen / fruchtbar an edlen Nachkommen), doch in diesem Text erwartet den Sohn der polnischen Mutter Gefängnis, Zwangsarbeit und der Tod am Galgen. Der einstige Lobgesang wandelt sich in eine schwermütige Elegie, die jedoch mit der Mutterschaft Mariens die Verbindung zur polnischen Mutter herstellt und Trost und Zuversicht spenden soll.
Die pessimistische Sichtweise fand ihren Niederschlag genauso in der Malerei der polnischen Romantik. Nach dem gescheiterten Aufstand im Januar 1863  wählte der Maler Jan Matejko eine gedemütigte und in Fesseln gelegte Polonia als Sinnbild für den Verlust der Eigenstaatlichkeit und die Unterdrückung der polnischen Nation durch die Besatzungsmächte Russland, Österreich und Preußen.
Fortan wurde die Polen-Allegorie durchweg in Kontexten von Tod, Gewalt, Demütigung und Gefangenschaft dargestellt. Ein weiteres wichtiges Werk in diesem Zusammenhang ist die tote Polonia von Stanisław Wyspiański, das als Glasfenster für die Kathedrale von Lemberg zwischen 1892 und 1894 entstand. Wie kaum ein anderes Kunstwerk hat es sich als eine Volksikone im kollektiven Gedächtnis der Polen verwurzelt, nicht zuletzt, weil es eine massenhafte Verbreitung in Form von Postkarten gefunden hat. Die Tote trägt als Zeichen ihrer königlichen Würde einen Purpurmantel mit Hermelinbesatz. Neben ihr liegt das Schwert „Szczerbiec“ (polnisch etwa „schartiges Schwert“), das bei Krönungszeremonien der polnischen Könige verwendet wurde. Sie wird einer Gruppe trauernder Menschen umringt, darunter Frauen in typisch polnischer Tracht. Auf ihren Gesichtern und in ihren Gesten spiegeln sich Verzweiflung, Lähmung und Kraftlosigkeit. Die Abbildung all dieser Emotionen macht es dem Betrachter einfach, sich mit Polonia zu identifizieren.
Die Heilserwartungen, die mit der der „Toten Polonia“ verknüpft wurden, zeigen sich gleich in mehreren Arbeiten von Włodzimierz Tetmajer, einem Schüler Matejkos. Auf seinem Wandgemälde in der Wawel-Kathedrale ist Polonia vor der Muttergottes aufgebahrt. Der Leichnam ist hier ebenfalls mit königlich Attributen wie Kleidung, Grabkrone von Kasimir dem Großen und dem Reichsapfel ausgestattet. Ein weißer Schriftzug unter der Bahre mit den Worten „non mortua sed dormit“ (lateinisch nicht tot aber schlafend) hält die Hoffnung aufrecht, dass Polen noch nicht verloren ist.

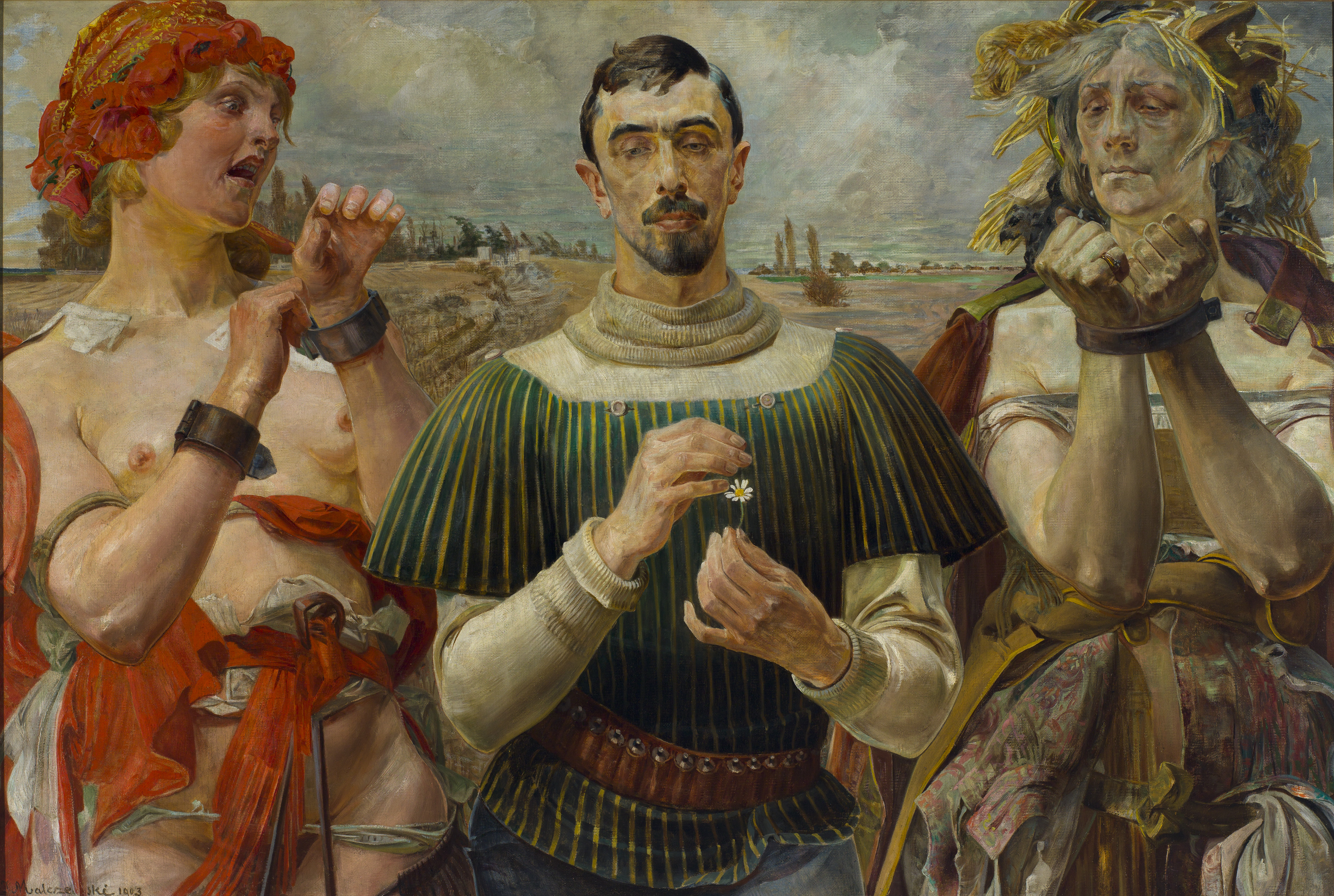
Hamlet polski

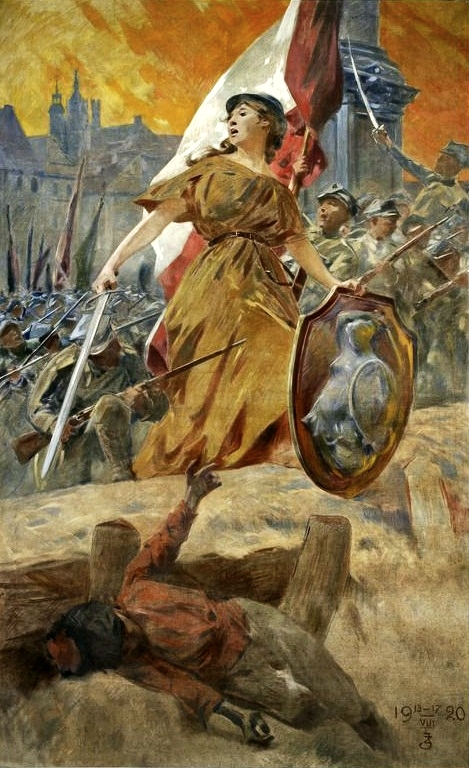
Warszawo naprzód, Vorwärts Warschau
Allegorie des Sieges 1920

Erst um die Wende zum 20. Jahrhundert änderte sich die Darstellungsweise wieder langsam und der Künstler Jacek Malczewski zeichnet in seinem berühmten Porträt von Aleksander Wielopolski sogar ein ironisches Bild. Das Werk mit dem Titel Hamlet polski. Portret Aleksandra Wielopolskiego zeigt den Führer Kongresspolens mit Polonia in einer Doppelrolle. Zu seiner Linken steht sie als alte, verhärmte Greisin in Handfesseln, rechts von ihm stellt der Maler dagegen ein junges, dralles, leicht frivol wirkendes Weibsbild mit gesprengten Fesseln.
Einen völligen Bruch mit der Tradition der Darstellung im Kontext der Entrechtung stellt eine an das französische Nationalsymbol Marianne erinnernde Polonia des Künstlers Zdzisław Jasiński dar. In seiner Allegorie mit dem Titel „Warszawo naprzód“ (übersetzt Vorwärts Warschau)  lässt er sie kraftvoll und entschlossen die Verteidiger der Stadt zum Sieg in der Schlacht bei Warschau (1920) vorantreiben.

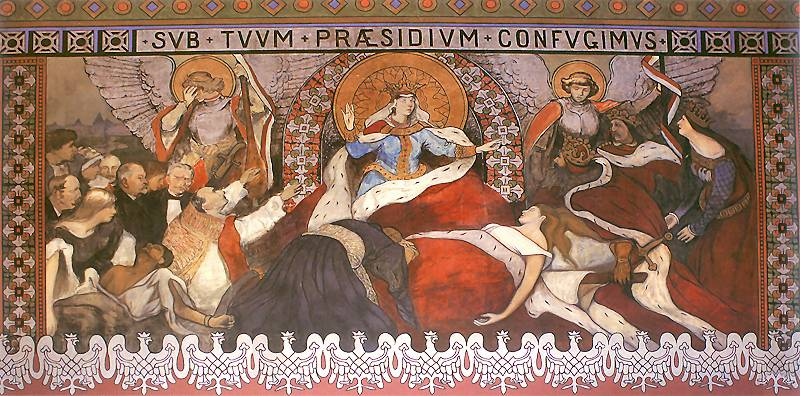
Włodzimierz Tetmajer:
Allegorie des toten Polen von 1909

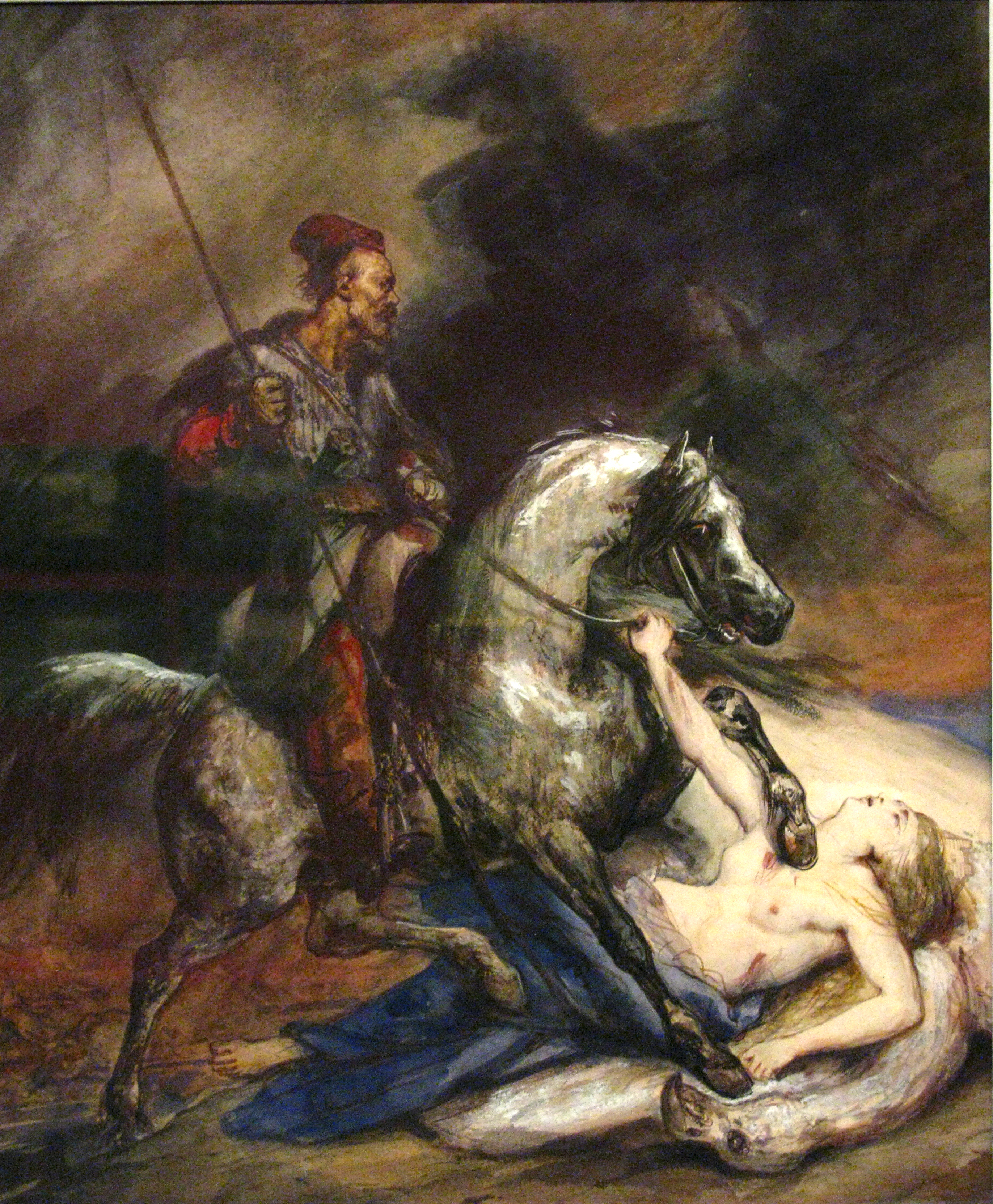
Ary Scheffer:
Allegorie des gescheiterten Novemberaufstands

Weitere Darstellungen